# Croghan, New York
Croghan, New York (енгл. Croghan) град је у америчкој савезној држави Њујорк.

## Демографија
По попису из 2010. године број становника је 618, што је 47 (-7,1%) становника мање него 2000. године.
| Група             | 2000.       | 2010.       |
| Белци             | 655 (98,5%) | 600 (97,1%) |
| Афроамериканци    | 4 (0,6%)    | 6 (1,0%)    |
| Азијати           | 3 (0,5%)    | 4 (0,6%)    |
| Хиспаноамериканци | 3 (0,5%)    | 2 (0,3%)    |
| Укупно            | 665         | 618         |